# Saxicola stejnegeri
Восточный черноголовый чекан (лат. Saxicola stejnegeri) — вид воробьиных птиц рода чеканы.
Гнездится в центральной и восточной Сибири, Японии, Корее, северо-восточном Китае и восточной Монголии, а зимой мигрирует на юг, в южный Китай и Индокитай.
Небольшая птица длиной 11,5-13 см, очень похожая на азиатского черноголового чекана как оперением, так и поведением, отличающаяся лишь мелкими деталями, в частности, клювом с несколько более широким основанием шириной 4,7-5,7 мм (шириной 4,0-4,9 мм у азиатского черноголового чекана) и более темной гузкой.
Отдельные особи залетали на запад до Великобритании, на восток до Аляски, и на юг до Борнео.

## Таксономия
Обычно считался подвидом либо черноголового чекана (как Saxicola torquatus stejnegeri), либо азиатского черноголового чекана (как Saxicola maurus stejnegeri), но недавние генетические данные показали, что он отличается, занимая базальное положение у надвида «черноголовый чекан», на основании чего теперь он признан отдельным видом.
Латинский бином посвящен памяти американского орнитолога Леонарда Штейнегера.